# Adam Graves
Adam Graves, född 12 april 1968 i Toronto, Ontario, är en kanadensisk före detta professionell ishockeyspelare. Graves spelade sexton säsonger i NHL för Detroit Red Wings, Edmonton Oilers, New York Rangers och San Jose Sharks. Mest känd är han för sin tio år långa period i Rangers. Han vann två Stanley Cup, med Edmonton Oilers 1990 och med New York Rangers 1994.
Graves spelade flera säsonger i farmarligorna innan han säsongen 1988–89 fick chansen i NHL-laget Detroit Red Wings. Säsongen efter blev han bortbytt till Edmonton Oilers där han utmärkte sig som en tufft spelande power forward och han vann samma säsong sin första Stanley Cup. Inför säsongen 1991–92 skrev Graves på för New York Rangers som free agent. I Rangers fick han spela i samma kedja som före detta Oilerskaptenen Mark Messier och Graves målproduktion ökade markant. Under lagets Stanley Cup-vinnande säsong 1993–94 gjorde han personbästa 52 mål vilket stod sig som rekord för antalet mål gjorda under en säsong av en Rangersspelare fram tills Jaromir Jagr gjorde 54 mål säsongen 2005–06. Graves var mycket uppskattad av New York-fansen och stannade i klubben i 10 år innan han blev bortbytt till San Jose Sharks där han avslutade sin karriär med två högst mediokra säsonger.
Graves har genom hela sin karriär gjort sig känd för att delta i många välgörenhetsarrangemang och fick efter säsongen 1993–94 motta King Clancy Trophy. Säsongen 2000–01 fick han Bill Masterton Trophy för sitt sportsliga uppförande. I en ceremoni inför matchen mot Atlanta Thrashers den 3 februari 2009 pensionerade New York Rangers Graves tröja #9.